# Cortinaire des chiens
Cortinarius caninus
Espèce
Cortinarius caninus, de son nom français, le Cortinaire des chiens est un champignon basidiomycète du genre cortinaire dans la famille des Cortinariaceae.

## Généralités
Les cortinaires sont des champignons supérieurs, pourvus de ce que l'on appelle une cortine (sorte de voile très fin). C'est le genre le plus prolifique du monde fongique, on en dénombre plus d'un millier.

## Description
Le cortinaire des chiens possède un chapeau crème à brun mesurant jusqu'à 9 cm de diamètre. Le pied est fibrilleux, blanchâtre, bulbeux à la base et mesure de 5 à 11 cm de haut pour un diamètre de 0,8 à 1.4 cm.
Les lames sont assez serrées mauves mais rapidement tachées de brun-rouille par la sporée qui est rouille.
Il pousse en automne, en forêt, dans les forêts de  conifères, mêlées de feuillus.

## Galerie

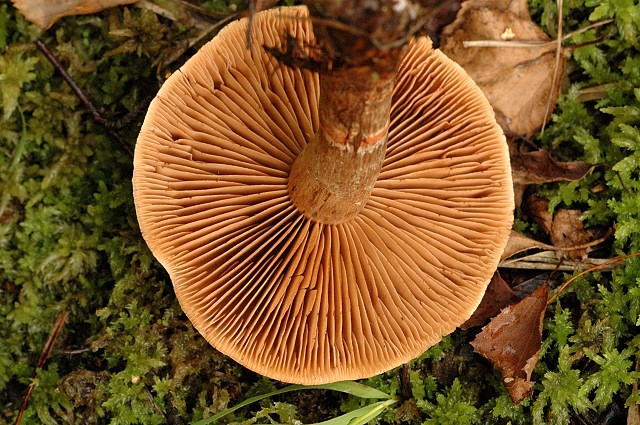
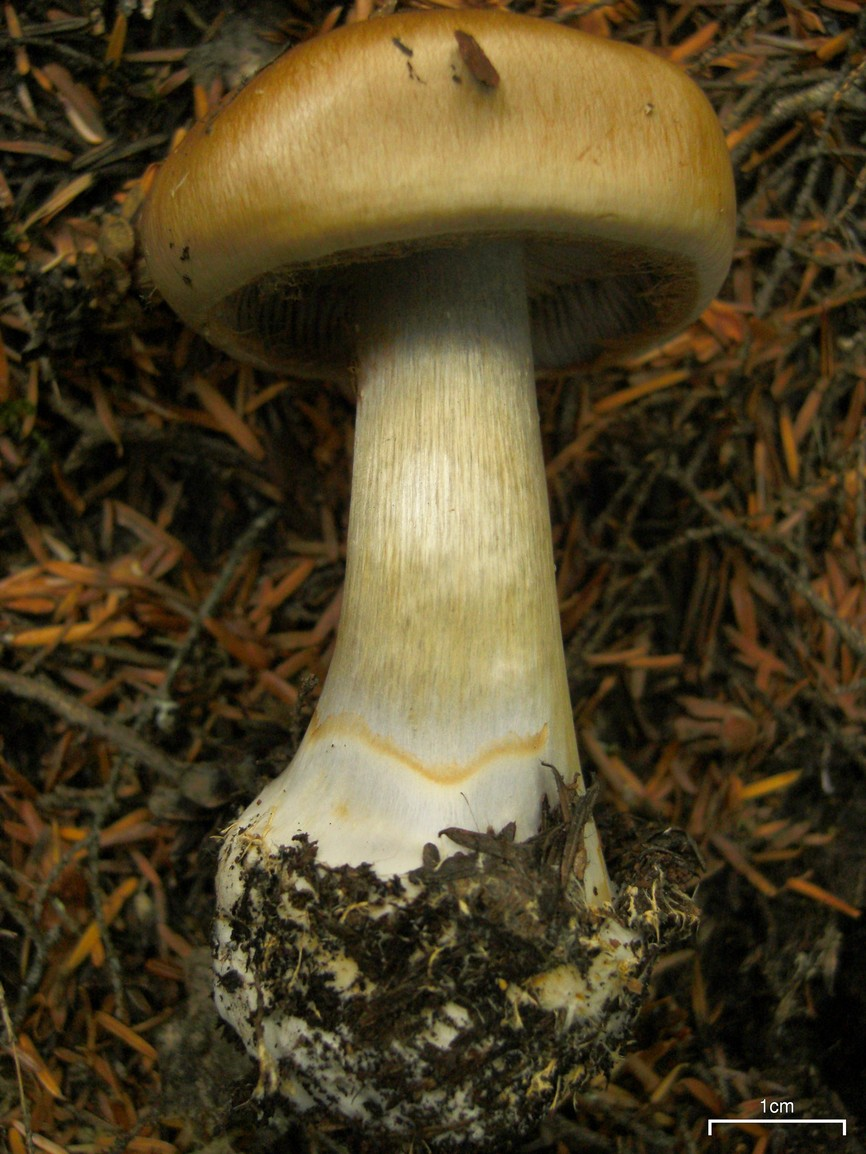

## Comestibilité
Non comestible.

## Référence
- http://www.cegep-sept-iles.qc.ca/raymondboyer/champignons/Cortinaires_S.html